# ソユーズTMA-8
ソユーズTMA-8は、2006年にソユーズFGによって打ち上げられた国際宇宙ステーションへの飛行である。第13次長期滞在のクルー3名をISSに運搬する。フライトエンジニアのマルコス・ポンテスはブラジル人初、そして南米初の宇宙飛行士として飛行した。また、宇宙旅行者アニューシャ・アンサリが日程を終え帰還する際に使用された。

## 乗組員

### 打上げ時
- マルコス・ポンテス (1) - フライトエンジニア - ブラジル宇宙機関

第13次長期滞在のクルー
- パーヴェル・ヴィノグラードフ (2) - 船長 -  RSA
- ジェフリー・ウィリアムズ (2) - フライトエンジニア -  NASA

### 帰還時
- パーヴェル・ヴィノグラードフ (2) - 船長 -  RSA
- ジェフリー・ウィリアムズ (2) - フライトエンジニア -  NASA
- アニューシャ・アンサリ (1) - 宇宙旅行者 -  イラン

## バックアップ
- フョードル・ユールチキン - 船長 -  RSA
- マイケル・フィンク - フライトエンジニア -  NASA
- セルゲイ・ヴォルコフ - フライトエンジニア -  RSA